# ダリボル
『ダリボル』（チェコ語: Dalibor）は、ベドルジハ・スメタナにより作曲された3幕のチェコ語オペラ。リブレットは、ヨゼフ・ヴェンジックによってドイツ語で書かれ、Ervin Špindlerがチェコ語に翻訳した。初演は、1868年5月16日に、プラハのNovoměstské divadlo（英語: New Town Theatre）で初演された。初演時は、リヒャルト・ヴァーグナーに端を発するドイツオペラの影響が強すぎるとして論争の的となった。1870年に改訂されている。
このオペラの題材は、1490年代に活躍したチェコの騎士・Dalibor z Kozojedを題材としている。彼は、ウラースロー2世の統治時代、貴族の悪政に虐げられる人々を救うため、プロスコヴィツェでの反乱に参加した。そして、1498年に死刑判決を受けた。このオペラのプロットは、中心となる女性登場人物が物語の中のヒーローを救うために男装する点などから、ベートーヴェンのオペラ『フィデリオ』との類似が指摘されることもある。

## 上演史
スメタナ自身は、このオペラに強い愛着を持っていたといわれる。しかし、観客から反応は芳しくなかったことから、スメタナ自身はこのオペラが失敗作であると思ったままこの世を去った。ところが、スメタナの死から2年が経過した1886年に復活公演がなされると、成功を収めている。1890年代には、ザグレブ、ミュンヘン、ハンブルクでも上演された。作曲家であり指揮者でもあったグスタフ・マーラーは、1892年にウィーンにおいて、ダリボルの指揮を行っている。

## 梗概
時代：15世紀
場所：プラハ

### 第1幕
チェコの騎士であるダリボルは、友人であるズデネクの処刑に対する復讐のために、プロスコヴィツェを治める貴族を殺害したとして、王の下で裁判にかけられている。裁判において、王は、殺害された貴族の妹で彼の処刑を求めるミラダを呼んでいた。ダリボルが連れてこられると、群衆はダリボルを支持し、立ちあがった。ダリボルは友人が捕らえられ、殺害されたことを語る。裁判は、ダリボルを死刑から死ぬまで幽閉する終身刑の判決に減刑された。この裁判の中で実際のダリボルに接し、裁判の後、ミラダはダリボルに対して恋に落ちたことに気付く。更に、ダリボルに助けられた孤児であるイトカと遭遇、ダリボルを救出することを決意する。

### 第2幕
ミラダは男装して、ダリボルが幽閉されている獄舎へと忍び込み、看守として雇われているベネシュを見つける。彼女は、ベネシュの信頼を得るようになり、ダリボルの幽閉されている牢へ入ることができるまでになった。騎士は、彼女を喜び迎え、彼らは情熱的なデュエットで、お互いに愛を歌う。

### 第3幕
彼女たちは、看守であるベネシュを買収することを画策するが、ベネシュは彼らが脱獄を企んでいることを王へと伝える。評議会のアドバイスを受け、王はダリボルの死刑を決定する。獄舎の外で待機していたミラダは、ダリボルの死刑執行を告げる鐘が鳴るのを聞く。仲間たちと共に、彼女は城のなかへと攻め込む。ダリボルを救出した後、ミラダは重傷を負い彼の腕の中で息絶える。ダリボルは自分自身を刺し、愛を貫き死ぬ。（ただし、ミラダがダリボルを助け出す前にダリボルが処刑されるものなど、いくつかのエンディングが存在する）

## 登場人物
| 役名                                            | 声域     | 初演時のキャスト, 1868年5月16日 (指揮: 不明 ) |
| ----------------------------------------------- | -------- | --------------------------------------------- |
| ウラースロー2世 Vladislav II, ボヘミア王        | バリトン |                                               |
| ダリボル Dalibor, 騎士                          | テノール |                                               |
| ブディヴォイ Budivoj, 城の警備兵                | バリトン |                                               |
| ベネシュ Beneš, 看守                            | バス     |                                               |
| ヴィーテック Vítek, ダリボルの傭人の1人         | テノール |                                               |
| ミラダ Milada, プロスコヴィツェを治める貴族の妹 | ソプラノ |                                               |
| イトカ Jitka, ダリボルに育てられた村娘          | ソプラノ | Eleanora Ehrenbergů                           |
| 裁判官の一人                                    | バス     |                                               |
| People, judges, mercenaries, chorus, silent     |          |                                               |

## 録音
チェコ語
- 1950, Jaroslav Krombholc (conductor), Prague National Theatre Chorus and Orchestra; Václav Bednář, Beno Blachut, Teodor Šrubař, Karel Kalaš, Antonín Votava, Marie Podvalová, Štefa Petrová, Jan Hadraba, Jaroslav Kubala, Josef Loskot, Ferdinand Kotas, František Trnka
- 1967, Jaroslav Krombholc, (conductor), Prague National Theatre Chorus and Orchestra; Jindrák, Přibyl, Švorc, Horáček, Švehla, Kniplová, Svobodová-Janků, Jedlička
- 1977, Eve Queler, (conductor), Opera Orchestra New York and New York Choral Society; Allan Monk, Nicolai Gedda, Harlan Foss, Paul Plishka, John Carpenter, Teresa Kubiak, Nadia Šormová, Raymond Gniewek
- 1995, Zdeněk Košler (conductor), Prague National Theatre Chorus and Orchestra; Eva Urbanová, Jiřina Marková, Leo Marian Vodička, Ivan Kusnjer, Miroslav Kopp, Vratislav Kříž, Jiří Kalendovský, Bohuslav Maršík[1]
- 1999, Yoram David (conductor), Orchestra e Coro del Teatro Lirico di Cagliari; Eva Urbanová, Valerij Popov, Valeri Alexejev, Dagmar Schellenberger, Jiri Kalendovsky, Damir Basyrov, Valentin Prolat, Carmine Monaco, Alexandr Blagodarnyi, Bruno Pestarino

ドイツ語
- 1969, Josef Krips (conductor), Orchestra and chorus Vienna State Opera; Eberhard Wächter, Ludovico Spiess, Oskar Czerwenka, Walter Kreppel, Adolf Dallapozza, Tugomir Franc, Leonie Rysanek-Gausmann, Lotte Rysanek

## 参照
脚注
1. 1 2 3 4  Jellinek, George (1997). “Dalibor. Bedřich Smetana”. The Opera Quarterly 14 (1):  174–176 2007年10月17日閲覧。.
2. ↑  George Martin, Review of Czech Opera by John Tyrrell. The Opera Quarterly, 6(4), 80–84 (1989).
3. ↑  John Clapham, "Smetana: A Century after". The Musical Times, 125(1694), pp. 201, 203–205 (April 1984).

文献
- Warrack, John and West, Ewan, The Oxford Dictionary of Opera New York: OUP: 1992 ISBN 0-19-869164-5